# Bubong
Bubong ist eine philippinische Stadtgemeinde in der Provinz Lanao del Sur. Sie hat 22.336 Einwohner (Zensus 1. August 2015).

## Baranggays
Bubong ist politisch in 36 Baranggays unterteilt.
| - Bagoaingud - Bansayan - Basingan - Batangan - Bualan - Poblacion (Bubong) - Bubonga Didagun - Carigongan - Bacolod - Dilabayan - Dimapatoy - Dimayon Proper | - Diolangan - Guiguikun - Dibarosan - Madanding - Malungun - Masorot - Matampay Dimarao - Miabalawag - Montiaan - Pagayawan - Palao - Panalawan | - Pantar - Pendogoan - Polayagan - Ramain Bubong - Rogero - Salipongan - Sunggod - Taboro - Dalaon - Dimayon - Pindolonan - Punud |